# Lene Hall
Lene Hall (sinh ra là Sherrylene Hall) là một người mẫu Barbados. Cô làm người mẫu trong suốt sự nghiệp trung học của mình, nhưng chỉ đến khi một nhân viên tiếp cận Hall tại nơi làm việc của cô ở Barbados và khuyến khích cô đến thành phố New York, cô sẽ có cơ hội trên sân khấu thời trang quốc tế. Mọi thứ diễn ra nhanh chóng: trong cuộc phỏng vấn đầu tiên của cô với một công ty, cô đã được ký ngay tại chỗ và được gửi trực tiếp cho buổi casting đầu tiên của mình tại "Prescriptive by Estée Lauder". Hall hạ cánh công việc, trở thành gương mặt của Prescriptive cho năm tiếp theo. Hall đã đi trên đường băng cho Ralph Lauren và các nhà thiết kế couture châu Âu. Ngoài Esteé Lauder, Hall đã thực hiện các chiến dịch cho Noxzema, Lubriderm, Kohler và Vaniqua, và là gương mặt đại diện cho Revlon, Lafayette 148 và Oil of Olay.
Hall đã được chụp ảnh cho Harper's Bazaar, Vogue Tây Ban Nha, Elle, Oprah, Marie Claire, và Essence. Cô xuất hiện trên trang bìa của Sam Fine's Fine Beauty. Tạp chí American Photo đã gọi Hall là một trong 10 người mẫu hàng đầu sắp ra mắt.
Hall dành thời gian tự do cho các tổ chức từ thiện để giúp đỡ họ trong việc gây quỹ, ở Barbados và quốc tế, bao gồm Jamaica và Châu Phi. Cô cũng tham gia vào sự kiện từ thiện của ngành công nghiệp thời trang NY cho các nạn nhân ngày 11 tháng 9. Triết lý của cô là cô đã nhận được rất nhiều thứ mà người ta nên truyền lại cho những người không có cơ hội mà cô có được trong cuộc sống.
Cô hiện đang theo hợp đồng với Quản lý người mẫu chính.